# УСКОР
Стадион УСКОР (узб. Urganch Olimpiya zaxiralari sport kolleji) — универсальный стадион, открывшийся в 2002 году. Расположен в городе Ургенч, Узбекистан, вмещает 1 350 зрителей. Построен в 2001 году. Резервный стадион футбольной команды «Хорезм».

## История
Стадион Ургенчского спортивного колледжа олимпийских резервов был построен в 2001 году. Стадион имеет овальную форму, предназначен для проведения легкоатлетических соревнований и футбольных матчей. Футбольное поле с естественным газоном, размер 104х70 метров. Вместимость — 1 350 зрителей.

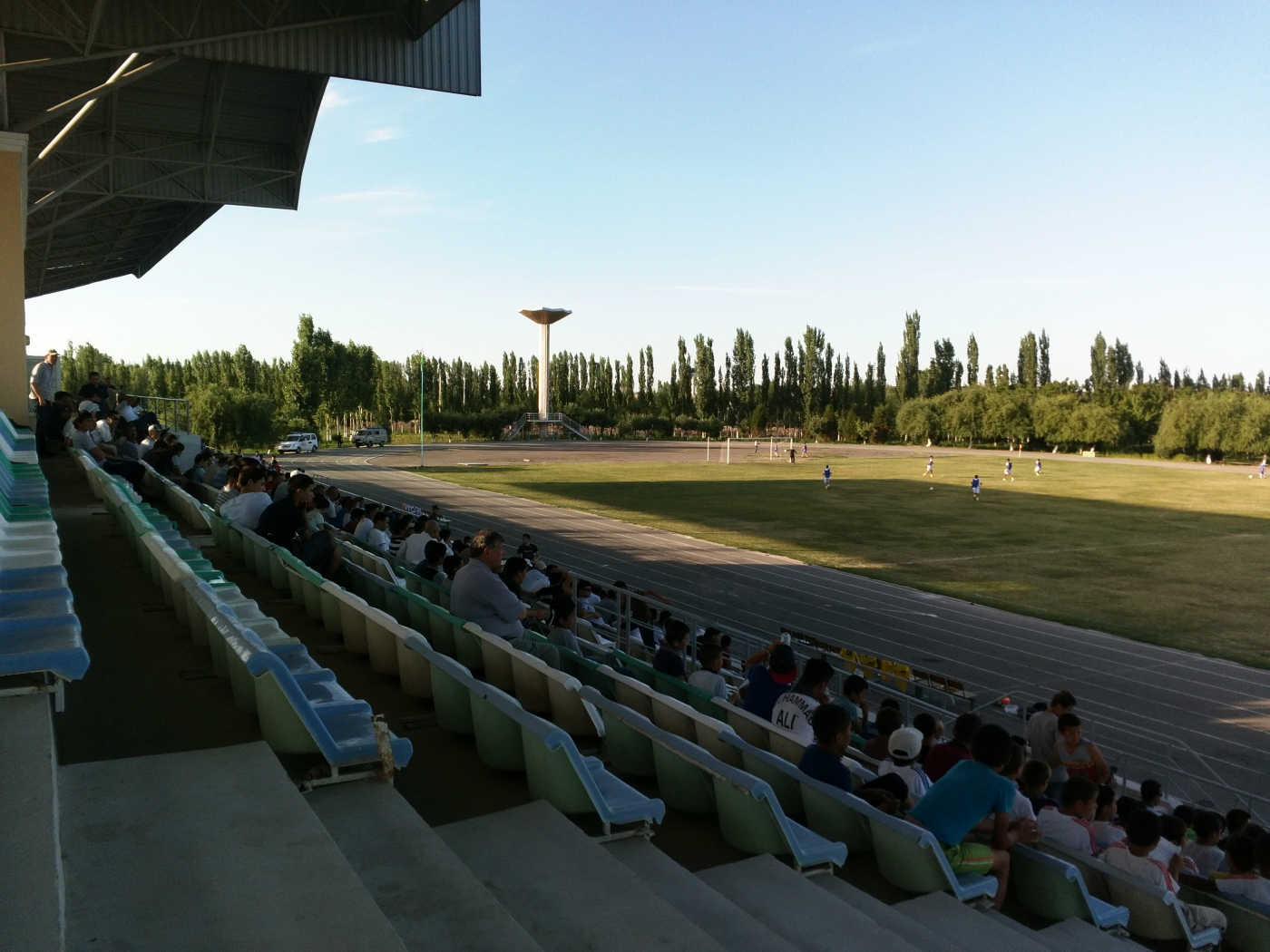
Вид с трибуны

## Описание
Футбольный стадион состоит из помещения для спортсменов, судей, тренеров, футбольных администраторов. Единственная трибуна расположена сбоку и вмещает 1350 зрителей.